# Jakob Alexander Jakobsen Wallin

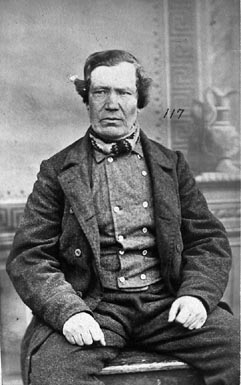
Jakob Alexander Jakobsen Wallin, fångfotografi.

Jakob Alexander Jakobsen Wallin, född 9 oktober 1820 i Särna, Dalarna i Sverige, död 25 januari 1876 i Bergen, Norge, var den tredje sista personen som avrättades i Norge för brott som begicks i fredstid för mordet på Erik Madsen Hammer.
Wallin tillhörde resandefolket och var son till kringresande Jakob Andersson Wahlgren. Hans moder Anna, som var född i en torparfamilj, dog när han var liten och begravdes i Gräsmark. Hans far ankom till häktet i Karlstad 1849 tilltalad för stöld. Han reste runt under sina första levnadsår tillsammans med fadern, som var hård i sin uppfostran och beskrivs som en tyrann, varför Wallin redan vid fjorton års ålder flydde från sin far och började resa omkring på egen hand. Under sina resor försörjde han sig som plåtslagare.
Han var frihetsberövad flera gånger i sitt liv och uppvisade ett våldsamt beteende. Han dömdes till tre års straffarbete vid Långholmens fängelse och skrevs in där den 15 januari 1853. Han misskötte sig där flera gånger då han inte följde personalens anvisningar och vid ett tillfälle hade han hotat med kniv när han var berusad. På fängelset i Bergen knivhögg han fångvaktaren Erik Madsen Hammer så illa att denne senare avled dagen därpå av sina skador. Wallin dömdes till dödsstraff och avrättades genom halshuggning den 25 januari 1876 i Bergen. Enligt samtida uppgifter beskådade omkring 5000 personer den offentliga avrättningen.